# Segobriges
|  | No s'ha de confondre amb Camuns o Cenòmans. |

Els segobriges, també anomenats commons o cenomans (llatí: Sebrogigi, Segobrii, Commoni o Cenomanes) eren un poble celto-lígur que esmenta Claudi Ptolemeu (Κομμονοὶ, Kommonói), qui diu que el seu territori anava de Massàlia a Forum Julii. Tot i que eren considerats lígurs el seu nom era celta (sego i brigos: "(els de) la forta tribu"; brigos es relaciona amb briga i es transcriu briges en grec). En territori dels segobriges els foceus van fundar Massàlia.
L'historiador Justí que va fer l'epítom d'una obra de Troge Pompeu, un gal o lígur de la tribu dels voconcis, explica que els foceus van arribar a la Gàl·lia en temps de Tarquini Prisc. Havien entrat pel Tíber al territori del rei romà amb el que van fer un tractat. Van continuar el viatge fins a arribar a la desembocadura del Roine. El país els va satisfer i van tornar a Focea on van convèncer una gran part de la seva població perquè els acompanyessin a la Gàl·lia. Els comandants de l'expedició eren Simos i Protis, (Plutarc diu que el fundador de Massàlia es deia Protos). Els dos caps es van presentar a Nannus, el cabdill dels segobriges, que estava preparant el casament de la seva filla. Segons el costum, durant el banquet nupcial la núvia elegia parella, i oferia una copa de vi a qui triava com a marit, i encara que els foceus assistien al banquet com a hostes i no com a pretendents, la noia va donar la seva copa a Protis. Els foceus van fundar Massàlia amb l'ajuda dels segobriges i encara que els lígurs els assetjaven constantment, se'n van sortir, van dominar el territori i fins i tot van fundar altres ciutats. Segons els Iambes al Rei Nicomedes Massàlia es va fundar 160 anys abans de la batalla de Marató.